# Eva Sturm
Eva Sturm (* 1962 in Österreich) ist eine Kunstpädagogin, Museumspädagogin und Germanistin. 

## Werdegang
Sie war von 1998 bis 2006 an der Universität Hamburg tätig. Gast- und Vertretungsprofessuren hatte sie 2003 bis 2008 in Berlin, Oldenburg und Erfurt. Die Habilitation war 2009. 2009 bis 2015 erhielt sie eine Professur für Kunst-Vermittlung-Bildung an der Carl von Ossietzky Universität Oldenburg. Sturm lebt in Berlin. Mehrere Buchpublikationen verfasste sie zu den Arbeitsschwerpunkten Sprechen über Kunst; (künstlerische) Kunstvermittlung; künstlerisch-publikumsintegrative Projekte; Von Kunst aus / Kunstvermittlung mit Gilles Deleuze. Derzeit ist sie freiberufliche Kunstvermittlerin in Theorie und Praxis.

## Publikationen
- Von Kunst aus : Kunstvermittlung mit Gilles Deleuze. Wien : Turia + Kant. 2011. ISBN 978-3-85132-578-2
- Im Engpass der Worte : Sprechen über moderne und zeitgenössische Kunst. Berlin : Reimer. 1996. ISBN 3-496-01152-1
- Dürfen die das? : Kunst als sozialer Raum : art, education, cultural work, communities. 2002. Wien : Turia und Kant. ISBN 3-85132-318-1